# Prodromalphase
Als Prodromalphase wird die „Vorphase oder Vorläuferphase von Krankheiten“ bezeichnet, in der nur Prodrome – einer Krankheit vorausgehende, meist nicht charakteristische Symptome – auftreten. In dieser Phase lässt sich daher allein aufgrund der Symptome meist noch keine Diagnose stellen, sofern sie nicht von der Anamnese des Patienten nahelegt wird. Der Prodromalphase geht bei Ansteckungskrankheiten die (symptomfreie) Inkubationszeit voraus.
Die Prodromalphase kann von Tagen (z. B. Malaria) bis zu Jahren (z. B. Schizophrenie bis zu fünf Jahre) dauern, hängt also stark von der Erkrankung ab. Auch das Auftreten und die Schwere der Symptome sind dabei nicht einheitlich.
Prodromalphasen sind unter anderem von Bedeutung (müssen aber nicht bei jedem Patienten auftreten) bei:
- Dengue-Fieber
- Diverticulitis
- Epilepsie
- Herpes simplex
- Malaria
- Masern
- Migräne
- Schizophrenie – In den frühen Entwürfen des DSM-5 (der ab 2013 in den USA eingesetzten Klassifikation psychischer Krankheiten) war geplant, die Prodromalphase selbst (als sog. psychosis risk syndrome) zu klassifizieren; die umstrittenen Vorschläge wurden aber für den endgültigen Entwurf des DSM-5 doch fallengelassen.[2]
- Windpocken

## Verwendung des Begriffes in anderen Bereichen
Auch außerhalb der Medizin findet der Begriff ebenfalls Verwendung. So gibt es etwa auch im Bereich des Journalismus ein Prodromalstadium. Damit ist jene Phase innerhalb einer großen Berichterstattungswelle gemeint, in der eine bedeutende Nachricht zwar in der Welt ist, aber keine geordnete Berichterstattung in anderen Medien zum Thema erfolgt. Somit ist in dieser Phase noch unklar, welche Rolle die Erstmeldung spielen wird und wie groß ein Thema in der Öffentlichkeit Wiederhall erfährt.

## Belege
1. ↑  Prodromalphase aus med.de (abgerufen am 4. Januar 2015)
2. ↑  Amy Maxmen: Psychosis risk syndrome excluded from DSM-5. In: Nature News. 9. Mai 2012, abgerufen am 4. Januar 2015 (10.1038/nature.2012.10610).
3. ↑  Martin U. Müller: Wie ein Medienskandal entsteht. In: Litigation-PR. Springer Gabler, Wiesbaden 2020, ISBN 978-3-658-27496-2, S. 67–75.